# Prix de La Haye
Groupe II (arrêtée)
Le Prix de La Haye est une ancienne course hippique de trot attelé se déroulant au mois d'août sur l'hippodrome d'Enghien-Soisy à Enghien-les-Bains. Elle a été retirée du calendrier en 2017.
C'était une course de Groupe II internationale réservée aux chevaux de 4 à 10 ans inclus. En 2016, les concurrents devaient avoir au moins gagné 160 000 €. Un recul de 25 mètres était fixé à partir de 815 000 € de gains. L'allocation était de 120 000 €, dont 54 000 € pour le vainqueur.
Le Prix de La Haye se courait sur la distance de 2 875 mètres, départ volté.
L'épreuve est créée en mars 1926 sous forme de handicap pour chevaux d'âge à cinq poteaux de départ, prenant dans le calendrier la place du Prix de Bruxelles. Interrompue lors de la Seconde Guerre mondiale, elle est à nouveau au programme en août 1947, réservée aux chevaux de 4 ans et plus, prenant cette fois la place du Prix de Rotterdam.

## Palmarès de 1982 à 2016
| Année | Vainqueur           | Pays     | Père             | Driver              | Entraîneur              | Réd.km |
| ----- | ------------------- | -------- | ---------------- | ------------------- | ----------------------- | ------ |
| 2016  | Valko Jenilat       | France   | Kepler           | Éric Raffin         | Sébastien Guarato       | 1'14"2 |
| 2015  | Ustinof du Vivier   | France   | Look de Star     | Matthieu Abrivard   | Sébastien Guarato       | 1'14"4 |
| 2014  | Village Mystic      | France   | Love You         | Louis Baudron       | Louis Baudron           | 1'15"2 |
| 2013  | Univers de Pan      | France   | Kenya du Pont    | Philippe Daugeard   | Philippe Daugeard       | 1'15"5 |
| 2012  | Quinoa du Gers      | France   | Ganymède         | Matthieu Abrivard   | Fabrice Souloy          | 1'15"3 |
| 2011  | Roxane Griff        | France   | Ténor de Baune   | Éric Raffin         | Sébastien Guarato       | 1'15"5 |
| 2010  | Athos du Boscail II | Belgique | Historien        | Christophe Martens  | Vincent Martens         | 1'14"6 |
| 2009  | Perlando            | France   | Giant Cat        | Jos Verbeeck        | Alphonse Vanberghen     | 1'14"5 |
| 2008  | Nuit Torride        | France   | Boléro du Coq    | Bernard Piton       | Philippe Gillot         | 1'15"  |
| 2007  | Milord de Melleray  | France   | Biesolo          | Thierry Duvaldestin | Thierry Duvaldestin     | 1'13"5 |
| 2006  | Mirage du Goutier   | France   | Arnaqueur        | Yves Dreux          | Yves Dreux              | 1'14"5 |
| 2005  | Mirage du Goutier   | France   | Arnaqueur        | Yves Dreux          | Yves Dreux              | 1'15"4 |
| 2004  | Jeanbat du Vivier   | France   | Coktail Jet      | Jos Verbeeck        | Philippe Allaire        | 1'14"  |
| 2003  | Pilot Kloster       | Suède    | Jeanne's Somolli | Pierre Levesque     | Ulf Nordin              | 1'15"1 |
| 2002  | Zinzan Brooke Tur   | Italie   | Enguerillero     | Marco Smorgon       | Marco Smorgon           | 1'14"3 |
| 2001  | Jackhammer          | Suède    | Demilo Hanover   | Ulf Nordin          | Ulf Nordin              | 1'14"6 |
| 2000  | Farnese             | France   | Mon Ouiton       | Pierre Levesque     | Pierre Levesque         | 1'15"6 |
| 1999  | Giesolo de Lou      | France   | Biesolo          | Jean-Étienne Dubois | Jean-Étienne Dubois     | 1'14"9 |
| 1998  | Filou de la Grille  | France   | Le Loir          | Jean-Philippe Mary  | Laurent-Claude Abrivard | 1'17"3 |
| 1997  | Nevele Cero O       | Norvège  | My Nevele Pride  | Arend de Wrede      | Arend de Wrede          | 1'16"1 |
| 1996  | Huxtable Hornline   | Suède    | Sherwood         | Pierre Vercruysse   | Anders Lindqvist        | 1'15"6 |
| 1995  | Abo Volo            | France   | Lurabo           | Jos Verbeeck        | Paul Viel               | 1'14"6 |
| 1994  | Uno Atout           | France   | Istraéki         | Nicolas Roussel     | Alain Roussel           | 1'18"7 |
| 1993  | Roseau du Coglais   | France   | Beauséjour II    | Jos Verbeeck        | Jean-Lou Peupion        | 1'16"7 |
| 1992  | Valberg             | France   | Duc de Vrie      | Philippe Allaire    | Jean Claude Mariette    | 1'16"  |
| 1991  | Soudan              | France   | Éjakval          | Ulf Nordin          | Ulf Nordin              | 1'17"1 |
| 1990  | Poroto              | France   | Esquirol         | Louis Boulard       | Louis Boulard           | 1'16"7 |
| 1989  | Poroto              | France   | Esquirol         | Louis Boulard       | Louis Boulard           | 1'16"5 |
| 1988  | Ourasi              | France   | Greyhound        | Jean-René Gougeon   | Jean-René Gougeon       | 1'15"8 |
| 1987  | Quartz              | France   | Granit           | Jean-Claude Hallais | Jean-Claude Hallais     | 1'18"6 |
| 1986  | Ourasi              | France   | Greyhound        | Jean-René Gougeon   | Jean-René Gougeon       | 1'19"  |
| 1985  | Néric Barbés        | France   | Caprior          | Jean-Luc Bigeon     | André-Francis Bigeon    | 1'18"9 |
| 1984  | Luron de la Tour    | France   | Souvenir         | Serge Rézé          | Serge Rézé              | 1'20"5 |
| 1983  | Lindsey             | France   | Franc Quito      | Gérard Mascle       | Gérard Mascle           | 1'20"  |
| 1982  | Kidy                | France   | Borgia III       | André Rouer         | André Rouer             | 1'20"4 |